# 丝井统
丝井统（日语：／ Itoi Hajime，1971年6月22日—），日本男子游泳运动员。他曾代表日本参加1990年和1994年亚洲运动会游泳比赛，获得二枚金牌、三枚银牌和一枚铜牌。他也曾参加1992年和1996年夏季奥林匹克运动会。

## 外部連結
- 丝井统在国际奥林匹克委员会的资料